# Discografia Hannei Montana
Hannah Montana este alter-ego ul cântăreței americane Miley Cyrus.De fapt,Hannah Montana este un personaj al sitcomului Disney Channel Hannah Montana.În serial,Hannah este persona fictivă a lui Miley Stewart (Cyrus). Miley a creat-o pe Hannah pentru a-și îndeplinii visul,dar și pentru a putea rămâne o persoană normală.
Ea a lansat 4 albume de studio (toate fiind coloane sonore),două albume live (unul dintre ele fiind Disc EP),27 de discuri single și 26 de videoclipuri.De asemenea,a contribuit la albumul "Disney Channel Chritmas" în 2006,cu "Rockin'Around the Christmas Tree".În topurile Billboard,a ajuns pe locul întâi cu toate albumele,exceptând "Hannah Montana 3" (locul 2) și albumele live.Discul single cel mai aproape de Number One este He Could Be The One (locul 10). În 2010, Montana va lansa ultimul ei album de studio - „Hannah Montana Forever”.

## Albume
| 2006                                                                                            | Hannah Montana - Casa de Discuri: Walt Disney                                          | 1 | 3 | 35 | -  | 14 | - US: 3× Multi-Platinum                       |
| 2007                                                                                            | Hannah Montana 2 - Casa de Discuri: Hollywood/Walt Disney                              | 1 | 3 | 20 | 62 | 46 | - US: 3× Multi-Platinum                       |
| 2009                                                                                            | Hannah Montana: The Movie - Casa de Discuri: Walt Disney/Universal Music Group România | 1 | 1 | 7  | 7  | 1  | - US: Platinum - SPA: Platinum - NZ: Platinum |
| 2009                                                                                            | Hannah Montana 3 - Label: Walt Disney                                                  | 2 | 2 | 27 | ?  | 6  | - US:Gold - SPA:Gold                          |
| "—" denotă că nu s-a lansat în țara respectivă; "?" denotă că nu se știe poziția exactă ocupată |                                                                                        |   |   |    |    |    |                                               |

### Albume Live
| An                                                                                       | Detalii | Clasamente | Clasamente | Clasamente | Clasamente | Clasamente | Clasamente |
| An                                                                                       | Detalii | SUA        | CAN        | UK         | AUS        | NZ         | SPA        |
| ---------------------------------------------------------------------------------------- | ------- | ---------- | ---------- | ---------- | ---------- | ---------- | ---------- |
| 2008                                                                                     |         |            |            |            |            |            |            |
| Hannah Montana & Miley Cyrus: Best of Both Worlds Concert - Casa de Discuri: Walt Disney | 3       | 3          | 29         | 16         | 27         | 46         |            |
| Hannah Montana: Live In London EP - Casa de Discuri: Facination Records                  | -       | -          | 75         | -          | -          | -          |            |

## Discuri Single
| 2006                                           | "The Best of Both Worlds"               | 92  | 71 | 17 | —  | —   | Hannah Montana                                            |
| 2006                                           | "Who Said"                              | 83  | 63 | —  | —  | 109 | Hannah Montana                                            |
| 2006                                           | "This Is the Life"                      | 89  | 68 | —  | —  | —   | Hannah Montana                                            |
| 2006                                           | "Pumpin' Up the Party"                  | 81  | 62 | —  | —  | —   | Hannah Montana                                            |
| 2006                                           | "The Other Side of Me"                  | 84  | 64 | —  | —  | —   | Hannah Montana                                            |
| 2006                                           | "Just Like You"                         | 99  | 79 | —  | —  | —   | Hannah Montana                                            |
| 2006                                           | "I Got Nerve"                           | 67  | 51 | —  | —  | —   | Hannah Montana                                            |
| 2006                                           | "If We Were A Movie"                    | 47  | 38 | —  | —  | —   | Hannah Montana                                            |
| 2006                                           | "Rockin' Around the Christmas Tree"     | —   | —  | —  | —  | —   | Hannah Montana (Holiday Edition)                          |
| 2007                                           | "Nobody's Perfect"                      | 27  | 25 | —  | —  | 87  | Hannah Montana 2                                          |
| 2007                                           | "Make Some Noise"                       | 92  | 78 | —  | —  | —   | Hannah Montana 2                                          |
| 2007                                           | "Life's What You Make It"               | 25  | 24 | —  | —  | —   | Hannah Montana 2                                          |
| 2007                                           | "True Friend"                           | 99  | 82 | —  | —  | —   | Hannah Montana 2                                          |
| 2007                                           | "One in a Million"                      | 112 | 96 | —  | —  | —   | Hannah Montana 2                                          |
| 2007                                           | "We Got the Party"                      | —   | —  | —  | 98 | —   | Hannah Montana 2                                          |
| 2007                                           | "Bigger Than Us"                        | —   | —  | —  | —  | —   | Hannah Montana 2                                          |
| 2008                                           | "Rock Star"                             | 81  | 53 | —  | —  | —   | Hannah Montana & Miley Cyrus: Best of Both Worlds Concert |
| 2008                                           | "Let's Do This"                         | 123 | —  | —  | —  | —   | Hannah Montana: The Movie                                 |
| 2009                                           | "Let's Get Crazy"                       | 57  | —  | —  | 26 | —   | Hannah Montana: The Movie                                 |
| 2009                                           | "You'll always find your way back home" | 81  | —  | —  | 76 | —   | Hannah Montana: The Movie                                 |
| 2009                                           | "It's All Right Here"                   | 124 | —  | —  | —  | —   | Hannah Montana 3                                          |
| 2009                                           | "I Wanna Know You"                      | 74  | —  | —  | —  | —   | Hannah Montana 3                                          |
| 2009                                           | "Ice Cream Freeze (Let's Chill)"        | 87  | —  | —  | 57 | —   | Hannah Montana 3                                          |
| 2009                                           | "He Could Be the One"                   | 10  | —  | —  | 97 | 64  | Hannah Montana 3                                          |
| 2009                                           | "Don't Wanna Be Torn"                   | 104 | —  | —  | —  | —   | Hannah Montana 3                                          |
| 2009                                           | "Super Girl"                            | 105 | —  | —  | —  | —   | Hannah Montana 3                                          |
| 2010                                           | "Just A Girl"                           | —   | —  | —  | —  | —   | Hannah Montana 3                                          |
| "—" denotă că nu s-a lansat în țara respectivă |                                         |     |    |    |    |     |                                                           |

### Alte cântece promovate
- Old Blue Jeans
- Spotlight
- The Good Life
- Mixed Up
- Every Part Of Me

## Videoclipuri
| An   | Melodie                                 | Regizor       |
| ---- | --------------------------------------- | ------------- |
| 2006 | "The Best of Both Worlds"               | Robbie Nevil  |
| 2006 | "Who Said"                              | Robbie Nevil  |
| 2006 | "This Is the Life"                      | Robbie Nevil  |
| 2006 | "Pumpin' Up the Party"                  |               |
| 2006 | "The Other Side of Me"                  |               |
| 2006 | "Just Like You"                         | Robbie Nevil  |
| 2006 | "I Got Nerve"                           |               |
| 2006 | "If We Were a Movie"                    |               |
| 2007 | "Nobody's Perfect"                      |               |
| 2007 | "Make Some Noise"                       |               |
| 2007 | "Life's What You Make It"               |               |
| 2007 | "True Friend"                           |               |
| 2008 | "One in A Million"                      |               |
| 2008 | "Rock Star"                             |               |
| 2008 | "Old Blue Jeans"                        |               |
| 2008 | "It's All Right Here"                   |               |
| 2008 | "Let's Do This"                         |               |
| 2009 | "Let's Get Crazy"                       | Peter Chelsom |
| 2009 | "Ice Cream Freeze (Let's Chill)"        |               |
| 2009 | "He Could Be the One"                   | Miley Cyrus   |
| 2009 | "You'll Always Find Your Way Back Home" | Peter Chelsom |
| 2009 | "Super Girl"                            |               |
| 2009 | "I Wanna Know You"                      |               |
| 2009 | "Just A Girl"                           |               |
| 2009 | "Every Part Of Me"                      |               |
| 2009 | "Mixed Up"                              |               |

## Cântece nelansate
- You and Me Togheter (Hannah Montana 2)
- What's Not To Like (Hannah Montana: The Movie)
- Us Isn't Us Whitout You